# Isona Passola i Vidal
Isona Passola i Vidal   (Barcelona, 1953) és una productora, guionista i directora de cinema catalana. Va ser la presidenta de l'Acadèmia del Cinema Català del 2013 al 2021, en què va assumir la presidència de l'Ateneu Barcelonès. És presidenta de l'APIMED (Associació Internacional de Productors Audiovisuals Independents de la Mediterrània) des de l'any 2007 i també forma part del consell d'administració de Betevé.

## Biografia
Filla de l'empresari catalanista Ermengol Passola, Es va llicenciar en Història Moderna i Contemporània a la Universitat Autònoma de Barcelona. L'any 1992 va fundar la productora Massa d'Or Produccions i des de llavors s'ha dedicat bàsicament a la producció i a la direcció cinematogràfica. Entre els ideals fundacionals de la productora, s'hi destaca el de la lluita aferrissada per a tenir un cos potent de cinema en català; per la importància de fer cultura en la llengua pròpia i la convicció que no existeix cap país fort sense una cultura audiovisual potent. El tàndem format per ella i Agustí Villaronga ha tirat endavant una trilogia temàtica sobre la guerra civil, conformada per les pel·lícules El mar (1999), Pa negre (2010), guanyadora de nou premis Goya i 13 premis Gaudí, i la més recent, Incerta glòria (2017), també premiada amb vuit premis Gaudí. També ha produït pel·lícules de Jesús Garay, Mario Gas o Joaquim Jordà i una desena de documentals i TV movies.
La seva vessant més política, mantinguda també al llarg de la seva trajectòria professional, es concreta audiovisualment amb les produccions Cataluña-Espanya (2008) i L'endemà (2014), que ella mateixa va dirigir i que tenien l'objectiu de fer divulgació sobre l'independentisme. En la mateixa línia, va figurar a la llista de Junts pel Sí per a les eleccions del Parlament de Catalunya del 2015 i es va implicar en la campanya pel Sí al referèndum de l'1-O.
Va formar part del Consell Nacional de la Cultura i les Arts (CoNCA) (2012-2019), va ser presidenta de l'Acadèmia de Cinema Català (2013-2021), durant anys va ser professora universitària a la Facultat de Comunicació Blanquerna de la Universitat Ramon Llull.
És jurat dels Premis Lluís Carulla i del Premi Ramon Llull i participa sovint com a tertuliana a diversos mitjans de comunicació.
El febrer del 2021 fou nomenada presidenta de l'Ateneu Barcelonès, esdevenint la primera dona presidenta en els 160 anys d'història de la institució. El febrer del 2023 va ingressar a la Reial Acadèmia de Bones Lletres de Barcelona.
És coneguda per l'èxit de les pel·lícules Pa Negre (2011) i Incerta glòria (2017), del director mallorquí Agustí Villaronga, així com pels seus documentals socials i polítics com Cataluña-Espanya (2009) o L'Endemà (2014), ambdós dirigits per ella mateixa.

## Filmografia
| Any  | Títol                                                              | Productora | Directora | Guionista | Notes                                                                              |
| 1990 | Despertaferro (llargmetratge)                                      | Sí         |           |           | De Jordi Amorós. Productora executiva.                                             |
| 1993 | Les gens d'en face (llargmetratge)                                 | Sí         |           |           | De Jesús Garay. Productora executiva.                                              |
| 1995 | El passatger clandestí (llargmetratge)                             | Sí         |           |           | D'Agustí Villaronga. Productora executiva.                                         |
| 1998 | Mensaka (llargmetratge)                                            | Sí         |           |           | De Salvador García Ruiz. Productora associada.                                     |
| 1998 | El pianista (llargmetratge)                                        | Sí         |           |           | De Mario Gas. Productora executiva.                                                |
| 1999 | El mar (llargmetratge)                                             | Sí         |           |           | D'Agustí Villaronga. Productora executiva.                                         |
| 2000 | Valèria (TV movie)                                                 | Sí         |           |           | De Sílvia Quer. Productora executiva.                                              |
| 2001 | Germanes de sang (TV movie)                                        | Sí         |           |           | De Jesús Garay. Productora executiva.                                              |
| 2002 | Mucha sangre (llargmetratge)                                       | Sí         |           |           | De Pepe de las Heras. Productora executiva.                                        |
| 2003 | De nens (documental)                                               | Sí         |           |           | De Joaquim Jordà. Documental. Productora executiva.                                |
| 2004 | Desaparegut (documental)                                           | Sí         |           |           | De Julien Cunillera. Productora executiva.                                         |
| 2004 | El manifest groc (documental)                                      | Sí         |           |           | De Xavier Montanyà. Productora executiva.                                          |
| 2005 | Maria i Assou (TV movie)                                           | Sí         |           |           | De Sílvia Quer. Productora executiva.                                              |
| 2006 | Paraules i fets. Memòria i vigència de Joan Coromines (documental) | Sí         |           |           | De Joan Dolç. Productora executiva.                                                |
| 2008 | Mirant al cel (llargmetratge)                                      | Sí         |           |           | De Jesús Garay. Productora executiva.                                              |
| 2008 | Les veus del català (documental)                                   | Sí         |           |           | De Sergi Doladé. Productora executiva.                                             |
| 2009 | Cataluña-Espanya (documental)                                      | Sí         | Sí        | Sí        | D'Isona Passola. Productora executiva, directora i guionista.                      |
| 2010 | Pa negre (llargmetratge)                                           | Sí         |           |           | D'Agustí Villaronga. Basada en la novel·la Pa negre d'Emili Teixidor               |
| 2013 | Per on passa el futur (documental)                                 | Sí         | Sí        | Sí        | D'Isona Passola i Joan Dolç. Productora executiva, codirectora i coguionista.      |
| 2014 | L'endemà (documental)                                              | Sí         | Sí        | Sí        | D'Isona Passola. Productora executiva, directora i guionista.                      |
| 2016 | El testament de la Rosa (documental)                               | Sí         |           |           | D'Agustí Villaronga. Productora executiva.                                         |
| 2017 | Incerta glòria (llargmetratge)                                     | Sí         |           |           | D'Agustí Villaronga. Pel·lícula basada en la novel·la Incerta glòria de Joan Sales |
| 2018 | Utopia Iogurt (documental)                                         | Sí         |           |           | D'Anna Thomson Teixidor i David Baksh. Productora executiva.                       |
| 2019 | La vida sense la Sara Amat (llargmetratge)                         | Sí         |           |           | De Laura Jou. Productora executiva.                                                |
| 2021 | Altsasu (aquella nit) (documental)                                 | Sí         |           |           | D'Amets Arzallus i Marc Parramon. Productora executiva.                            |

## Premis i reconeixements
- 2011: Premi d'Honor Lluís Carulla[8]
- 2012: Creu de Sant Jordi[9]
- 2022: Membre d'honor de l'Acadèmia del Cinema Català[10]
- 2023: Membre de la Reial Acadèmia de Bones Lletres de Barcelona[4]